# WS014IN
WS014INは、ネットインデックス（当時）が開発した、ウィルコムのPHSデータ通信サービス、AIR-EDGEに対応するPCカード形データ通信端末である。WILLCOM SIM STYLE製品のひとつで、使用するにあたっては本体にW-SIMを装着することが必須である。

## 概要
WILLCOM SIM STYLEでは初のPCカード型製品。WS014INの通信機能および性能については装着したW-SIMに依存する（同梱されるW-SIMは、RX420IN）。また、国際ローミングに対応し台湾やタイ、ベトナムでも利用できる。
対応オペレーティングシステムは XP、Vista、7（何れも32bit版のみ）。製品にはセットアップ用のソフトウェアを収録したCD-ROM、取扱説明書を同梱する。
W-SIMは、PCカードスロットから突出しないよう収納できるほか、12mmほど飛び出して使用することもでき、いずれの状態でも通信可能。 

## 仕様
- 寸法: 本体 54×5×85.6 ミリメートル（突起部除く）
- 重量: W-SIM非装着時 30 グラム
- 対応通信方式: W-SIM (RX420IN) 装着時 4x / 2x / 1x パケット方式、フレックスチェンジ、64k / 32k PIAFS（ベストエフォート）
- 消費電流: 210 mA （4x パケット通信時の平均）